# فرگه: فلسفه زبان
فرگه: فلسفه زبان (انگلیسی: Frege: Philosophy of Language) کتابی راجع به گوتلوب فرگه است که توسط مایکل دامت فیلسوف بریتانیایی نوشته شده‌است.

## اهمیت
کتاب فرگه: فلسفه زبان بسیار تأثیرگذار بوده‌است. این کتاب به همراه فرگه: فلسفه ریاضیات چاپ شده در ۱۹۹۱، مهم‌ترین آثار دامت راجع به فرگه هستند. با این حال، تفسیرهای معرف‌ت‌شناسانه دامت از نظر مسیر به مرجع توسط دنیل دنت غیرضروری دانسته‌شده‌است. فیلسوف، راجر اسکروتن، دیدگاه دنت را در کتاب تمنای جنسی، منتشر شده در ۱۹۸۶ تأیید شده‌است.